# Теорема Леві про монотонну збіжність
Теорема про монотонну збіжність  — теорема теорії інтегрування Лебега, що має фундаментальне значення для функціонального аналізу і теорії ймовірностей, де є інструментом для доведення багатьох тверджень. Дає одну з достатніх умов при яких можна переходити до границі під знаком інтеграла Лебега, дозволяє довести існування межі у деяких обмежених функціональних послідовностей.

## Твердження
Нехай {\displaystyle (X,{\mathcal {F}},\mu )} — фіксований простір з мірою.
- Припустимо, що {\displaystyle \{f_{n}\}_{n=1}^{\infty }} - монотонна і майже всюди невід'ємна функціональна послідовність інтегровних за Лебегом функцій на {\displaystyle X}. Тоді

{\displaystyle \int \limits _{X}\lim \limits _{n\to \infty }f_{n}(x)\,\mu (dx)=\lim \limits _{n\to \infty }\int \limits _{X}f_{n}(x)\,\mu (dx).}
- Нехай {\displaystyle \{f_{n}\}_{n=1}^{\infty }} — монотонно зростаюча функціональна послідовність. Причому інтеграли Лебега від функцій {\displaystyle f_{n}(x)} обмежені в сукупності, тобто {\displaystyle \exists K:\forall n\in \mathbb {N} ,\int \limits _{X}{f_{n}(x)}\mu (dx)<K}. Тоді гранична функція {\displaystyle f(x)=\lim _{n\to \infty }f_{n}(x)} скінченна майже всюди, інтегровна і {\displaystyle \int \limits _{X}f(x)\mu (dx)=\lim _{n\to \infty }\int \limits _{X}f_{n}(x)\mu (dx)}.
- Нехай ряд {\displaystyle \sum _{k=1}^{\infty }\phi _{k}(x)} складається з інтегровних невід'ємних функцій. Тоді якщо інтеграли від часткових сум ряду обмежені в сукупності:

{\displaystyle \int \limits _{X}\sum _{k=1}^{n}\phi _{k}(x)\mu (dx)\leq C},
то ряд {\displaystyle \{X_{n}\}_{n=1}^{\infty }} сходиться до майже всюди скінченної інтегровної функції і
{\displaystyle \sum _{k=1}^{\infty }\int \limits _{X}\phi _{k}(x)\mu (dx)=\int \limits _{X}\phi (x)\mu (dx)}.

## Формулювання з теорії ймовірностей
Оскільки математичне сподівання випадкової величини визначається як її інтеграл Лебега по простору елементарних подій {\displaystyle \Omega }, вищенаведена теорема переноситься і в теорію ймовірностей. Нехай {\displaystyle \{X_{n}\}_{n=1}^{\infty }} - монотонна послідовність невід'ємних майже напевно інтегровних випадкових величин. Тоді
{\displaystyle \mathbb {E} \left[\lim \limits _{n\to \infty }X_{n}\right]=\lim \limits _{n\to \infty }\mathbb {E} X_{n}}.